# Vitalij Denisov (sciatore)
Vitalij Valer'evič Denisov (in russo Виталий Валерьевич Денисов?; Barnaul, 27 febbraio 1976) è un ex fondista russo.

## Biografia
In Coppa del Mondo debuttò il 4 gennaio 1997 a Kavgolovo (69°), ottenne il primo podio il 14 marzo 1999 a Falun (3°) e l'unica vittoria il 18 marzo 2001 nella medesima località.
In carriera prese parte a un'edizione dei Giochi olimpici invernali, Salt Lake City 2002 (7° nella 15 km, 30° nella sprint, 5° nell'inseguimento, 6° nella staffetta), e a tre dei Campionati mondiali, vincendo una medaglia.

## Palmarès

### Mondiali
- 1 medaglia:
  - 1 bronzo (inseguimento a Lahti 2001)

### Coppa del Mondo
- Miglior piazzamento in classifica generale: 32º nel 2000
- 5 podi (1 individuale, 4 a squadre[1]):
  - 1 vittoria (a squadre)
  - 2 secondi posti (1 individuale, 1 a squadre)
  - 2 terzi posti (a squadre)

#### Coppa del Mondo - vittorie
| Data          | Località | Nazione | Spec.                                                              |
| ------------- | -------- | ------- | ------------------------------------------------------------------ |
| 18 marzo 2001 | Falun    | Svezia  | 4x10 km (con Michail Ivanov, Nikolaj Bol'šakov e Vladimir Vilisov) |